# Black Butler (film)
Pour les articles homonymes, voir Black Butler (homonymie).
Pour plus de détails, voir Fiche technique et Distribution.
Black Butler (黒執事, Kuroshitsuji) est un film japonais réalisé par Kentarō Ohtani et Kei'ichi Sato, sorti en 2014. Le film est tiré du manga Black Butler et développe une histoire originale se déroulant 130 ans après la série.

## Synopsis
Dans une réalité alternative située à l'époque victorienne, une jeune femme supposée être morte revient dans sa famille déguisé en homme. Elle a un démon à ses côtés et veut venger le meurtre de ses parents.

## Fiche technique
- Titre : Black Butler
- Titre original : 黒執事 (Kuroshitsuji)
- Réalisation : Kentarō Ohtani et Kei'ichi Sato
- Scénario : Tsutomu Kuroiwa d'après le manga Black Butler de Yana Toboso
- Musique : Akihisa Matsuura
- Photographie : Terukuni Ajisaka
- Montage : Tsuyoshi Imai
- Production : Shinzō Matsuhashi
- Société de production : Warner Bros. Pictures Japan, Avex Entertainment, Square Enix, A Station, GyaO, East Japan Marketing & Communications Inc., Tokyu Recreation, Rockworks et C&I Entertainment
- Société de distribution : Warner Bros. Pictures Japan
- Pays :  Japon
- Genre : Action, aventure, drame, fantasy et horreur
- Durée : 119 minutes
- Dates de sortie : 
  -  Japon : 18 janvier 2014

## Distribution
- Hiro Mizushima : Sebastian Michaelis
- Ayame Gōriki : Shiori Genpo / Kiyoharu
- Yūka : Hanae Wakatsuki
- Mizuki Yamamoto : Rin
- Tomomi Maruyama : Akashi
- Takurō Ōno : Takaki Matsumiya
- Louis Kurihara : Jay le fossoyeur
- Ken Kaito : Arihito Genpo
- Chiaki Horan : Erika Genpo
- Yū Shirota : Charles Bennett Sato
- Ken Yasuda : Ichizo Tokisawa
- Satoshi Hashimoto : Munemitsu Aoki
- Ichirōta Miyakawa : Yuzo Shinozaki
- Gorō Kishitani : Nekoma Saneatsu

## Box-office
Le film a rapporté 5,6 millions de dollars au Japon.

## Articles connexes

Logo original du manga.